# 撒立哈
撒立哈（阿拉伯语：‎）是伊斯蘭教的先知，阿拉伯語的意思是「正義的」。

## 《古蘭經》與《聖經》的記載
根據《古蘭經》的說法，撒立哈是閃的第九代子孫，是大洪水之後的世代；他出生在賽莫德人之中，並在那裡被撫養長大。賽莫德人居住在巴勒斯坦與希賈茲之間的瑪甸沙勒。賽莫德人鑿山為屋，並崇拜以石頭雕刻的偶像。撒立哈勸他們放棄偶像崇拜，轉而一心認主。但他們斷然拒絕，除非撒立哈向他們昭示一個神蹟；真主於是創造了一頭母駝。真主允許賽莫德人取牠的奶，但不允許傷害牠。賽莫德人把這個戒命當耳邊風，故意殺了母駝。於是真主命令撒立哈離開族人，並以巨大的聲響毀滅了他們。
雖然《古蘭經》並未明言真主創造母駝的具體歷程，但伊斯蘭傳統則認為牠是真主從一顆巨大的石塊創造出來的。
《聖經》提到猶大有一個兒子叫做示拉；根據《聖經》，亞伯拉罕是挪亞之後的第十代，因此示拉是挪亞之後的第十三代。示拉與撒立哈兩個名字相似，但兩者所處的時代並不清楚，使得人們認為兩者是等同的；然而這種說法是存疑的，因為《聖經》中的示拉與《古蘭經》中的撒立哈幾乎沒有共同之處。

## 學者觀點
許多研究伊斯蘭的學者認為賽莫德人就是居住在佩特拉的以東人，因為鑿山為屋是他們的特色。歷史上的佩特拉擁有許多宗教崇拜的地點，而馬德巴山的主峰有兩座石造尖塔，顯示陽具崇拜的特色。有一座名為「希克」（Siq）的峽谷通往此地，其狹小的通路可使吹過的風產生巨大的小喇叭聲。當地的貝都因人稱之為「真主的小喇叭」。佩特拉的以東人並未消失，他們只是遷移至內蓋夫；圖拉真削弱了後來移入佩特拉的納巴泰人，使之淪為農民。「撒立哈」之名可能源於佩特拉，因為佩特拉歷史上曾名為「示拉」。示拉一詞源於希伯來語的se'lah，意為「石塊」；希臘語的「佩特拉」也有相同的含意。
瑪甸沙勒是另外一處賽莫德人的可能地盤，那裡也充滿了鑿山為屋的住宅。